# Action française lycéenne
 (décembre 2011).
Si vous disposez d'ouvrages ou d'articles de référence ou si vous connaissez des sites web de qualité traitant du thème abordé ici, merci de compléter l'article en donnant les références utiles à sa vérifiabilité et en les liant à la section « Notes et références ».
Pour les articles homonymes, voir Action française (homonymie) et AFL.

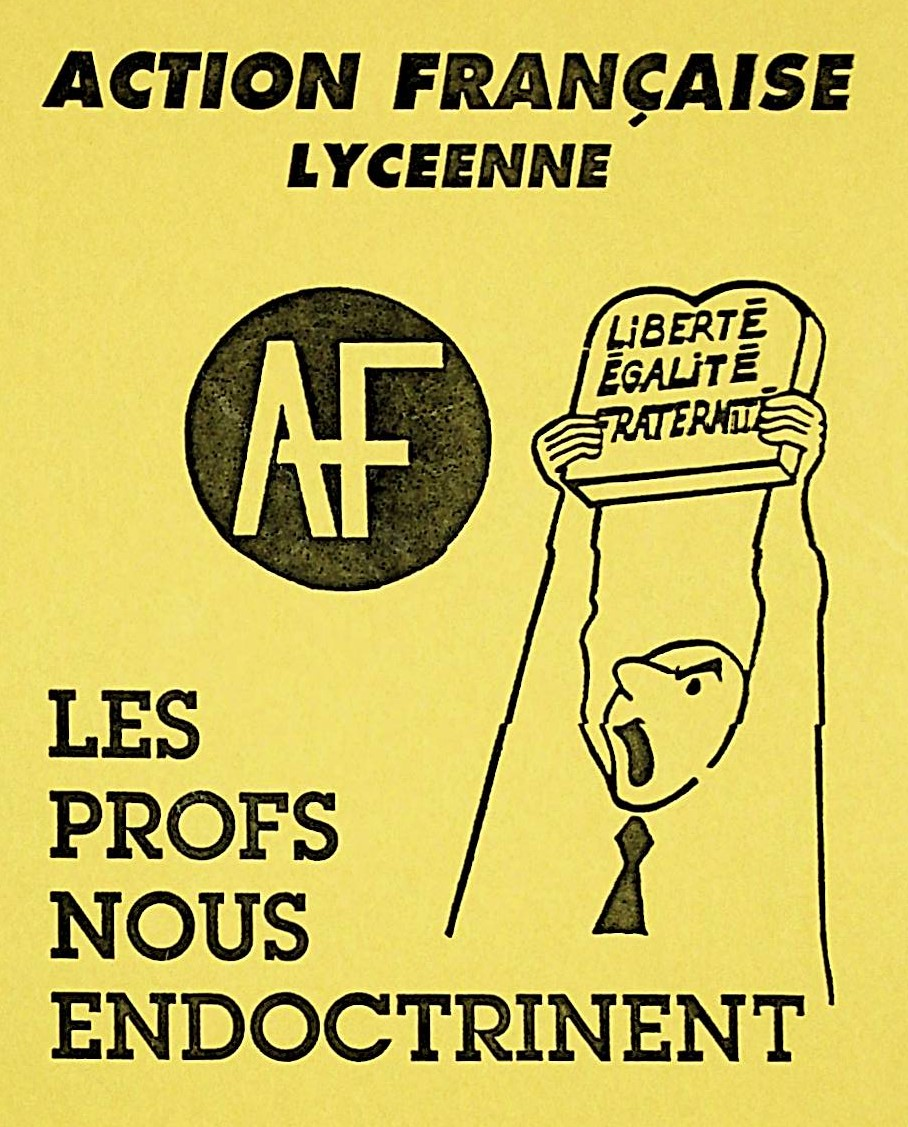
Tract de l'Action française lycéenne des années 1990.

L’Action française lycéenne (AFL) est une organisation politique royaliste et nationaliste, branche lycéenne du mouvement Restauration nationale.
L’AFL a été créée par Sylvain Roussillon en octobre 1988. Cette structure a connu un essor atteignant presque 2 000 adhérents en 1990. Elle a en tant que telle participé à toutes les grandes manifestations qui ont rythmé la vie du royalisme français durant cette période (affaire Hélène Delavault, affaire Boudarel, bicentenaire de la Révolution, interdiction des défilés de Jeanne d'Arc, etc.).
Organisée par sections d’établissements scolaires, l’AFL était particulièrement implantée à Paris et en Région parisienne, à Lyon, à Dijon, au Mans, à Rennes, Grenoble, Orléans, Toulouse, Tours et Blois, etc. À son apogée (1990-1992), l’AFL comptait environ 250 sections, dont une au lycée français de Madrid.
À la rentrée scolaire 1991-1992, le secrétariat général fut assuré par Sébastien Lapaque. Dans un article sur les monarchistes paru dans le quotidien Le Monde, il accusa le mouvement royaliste d'avoir rompu avec la vocation révolutionnaire des premiers Capétiens et d'être devenu "un musée du souvenir du pétainisme et de l'Algérie française". Se réclamant du « modèle anarchique et royal du XVIe siècle » à la suite de l'historien Philippe Ariès, il fut exclu par Pierre Pujo, président des Comités directeurs d'Action française. 
À partir de 1994, de nombreux militants s'éloignèrent du mouvement, lui reprochant son orientation conservatrice. Durement touchée par des querelles internes à l’Action française, partagée entre des combats menés à la fois contre les « gauchistes » et contre les militants du Front national et ceux du GUD, l’AFL commença alors à péricliter. 
En 1997, les structures de l’Action française lycéenne fusionnèrent avec les structures étudiantes de l'Action française étudiante (AFE) liées au Centre royaliste d'Action française.
Lors des grandes grèves lycéennes de 1990, l’AFL s’était dotée d’une « branche syndicale », la Coordination autonome des lycées (CAL), dont une délégation fut à l’époque reçue au ministère de l’Éducation. Son mot d'ordre était clair, « Nous voulons des lycées autonomes », et son modèle l'organisation des collèges royaux dans le Paris du XVIIe siècle. À travers la CAL, l'AFL a également participé aux mouvements lycéens de l'automne 1998 et du printemps 2005.
L’AFL disposait d’un journal, qui lui a survécu par intermittences, Insurrection, fondé en 1987 à Dijon par Sylvain Roussillon. Ce journal est aujourd'hui en lien avec Aspects de la France.
Depuis 2006, l'Action Française Lycéenne retrouve de petites implantations locales notamment en Île-de-France, à Saint-Étienne, Lyon ou Le Mans, toutefois le mouvement est toujours rattaché à l'AFE avec qui elle partage un bureau politique commun.